# Romneya coulteri
Romneya coulteri, grm iz porodice makovki iz južne Kalifornije i meksičke dcržave Baja California Norte; vrsta je uvezena i u Zapadnu Australiju

## Ime
Ime vrste coulteri dana je u čast irskog botaničara i istraživača Thomasa Coultera.

## Opis
Raste raste u suhim kanjonima u čaparalnim i obalnim biljnim zajednicama grmlja kadulje, ponekad u nedavno spaljenim područjima. To je popularna ukrasna biljka, poznata zbog svojih velikih, kitnjastih cvjetova. u Biljka može izrasti iz rizoma od 1,8 do 2,4 m (6-8 stopa) visine. Veliki bijeli cvjetovi (do 8 inča; 20 cm)  imaju tri čašica i šest naboranih bijelih latica s mnogo žutih prašnika. Listovi se izmjenjuju na peteljkama i variraju u broju režnjeva i veličini.
- R. coulteri
- R. coulteri
- R. coulteri
- R. coulteri

## Medicinska upotreba
Indijanci Chumash navodno su cijenili biljku zbog njezine medicinske vrijednosti. Biljka se koristila u ljekovite svrhe za probleme s kožom i desnima te želučane tegobe.